# Chiesa di San Carlo al Soccorso
(Regola del venerando Pio Luogo del Soccorso della città di Bergamo-Archivio di Stato di Milano-Luoghi Pii)
La chiesa di San Carlo Borromeo al Soccorso era un edificio di culto di Bergamo.

## Storia
Nel 1612 in via Tasso fu costruita una piccola chiesa consacrata dal vescovo di Bergamo Giovanni Emo e voluta da don Regolo Belotti. Nel medesimo edificio il Belotti fondò l'istituto del Soccorso, che aveva lo scopo di accogliere tutte le giovani orfane che non avendo sostentamento rischiavano di diventare prostitute, lo scopo era proprio di accogliere fanciulle pericolanti e anche pericolate. Questa iniziativa voleva seguire gli insegnamenti del religioso Girolamo Emiliani poi Patrono universale degli orfani e della gioventù abbandonata che nel 1532 era stato presente a Bergamo per volontà del vescovo Pietro Lippomano. L'Emiliani per aiutare a risolvere la grave situazione della città di Bergamo aveva fondato un ente pio di soccorso che accoglieva le donne convertite.
Don Belotti era originario di una famiglia importante di Bergamo e questo gli permise di fondare queste istituzioni pie caritative. Del sacerdote è rimasta anche ampia testimonianza della sua capacità oratoria ritenuta coinvolgente. Nell'aula della chiesa il fondatore, alla morte, venne inumato. Le regole del Soccorso ebbero una prima stesura poi modificata ben due volte: “Capitoli et ordini fatti per lo buon governo della nuova casa del Soccorso eretta nella città di Bergamo et approvati da monsignor illustrissimo et reverendissimo Giovanni Emo vescovo di detta città.” fu poi il vescovo Federico Corner nel 1624 a inserire alcune modifiche, e successivamente nel 1636.
Il Belotti aveva già fondato il luogo pio dei Mendicanti con annessa la chiesa di San Carlo dei Mendicanti. Nel XIX secolo le fanciulle orfane furono spostate e ospitate in un istituto posto in Borgo Santa Caterina. Risulta che allora la chiesa era aperta al culto pubblico e intitolata all'Angelo custode.

## Descrizione
Della chiesa non rimane più nessuna indicazione visibile, se non il portale in bugnato in via Tasso, edificio che poi è stato inglobato nella sede della SIP.
Dai documenti risulta che la chiesa, molto piccola, a unica navata e ospitava come pala d'altare la tela poi conservata presso il monastero di San Paolo d'Argon raffigurante Madonna con il Bambino in trono tra due Sante e quattro orfanelle.